# Sainte-Marie (Ille i Vilaine)
Sainte-Marie (en bretó Lokmaria-Redon) és un municipi francès, situat a la regió de Bretanya, al departament d'Ille i Vilaine. L'any 2006 tenia 2.100 habitants. Limita amb els municipis de Redon, Bains-sur-Oust i Renac a Ille i Vilaine, Avessac i Saint-Nicolas-de-Redon a Loira Atlàntic.

## Demografia
| 1962                                       | 1968  | 1975  | 1982  | 1990  | 1999  |
| ------------------------------------------ | ----- | ----- | ----- | ----- | ----- |
| 1.181                                      | 1.228 | 1.224 | 1.323 | 1.322 | 1.760 |
| Des de 1962: població sense dobles comptes |       |       |       |       |       |

## Administració
| Període   | Identitat           | Partit |
| --------- | ------------------- | ------ |
| 2001-2008 | Guy Theude          |        |
| 2008-     | Françoise Boussekey | UMP    |